# Fouquerolles
Fouquerolles ist eine französische Gemeinde mit 297 Einwohnern (Stand 1. Januar 2022) im Département Oise in der Region Hauts-de-France. Die Gemeinde liegt im Arrondissement Beauvais und ist Teil des Kantons Mouy.

## Geographie
Die Gemeinde liegt rund acht Kilometer ostnordöstlich von Beauvais.

## Einwohner
| 1962 | 1968 | 1975 | 1982 | 1990 | 1999 | 2006 | 2011 |
| ---- | ---- | ---- | ---- | ---- | ---- | ---- | ---- |
| 192  | 167  | 154  | 247  | 272  | 280  | 267  | 278  |

## Verwaltung
Bürgermeister (maire) ist seit 2008 Philippe Van Walleghem.

## Sehenswürdigkeiten
- Kirche Saint-Nicolas[1]
- Kriegerdenkmal

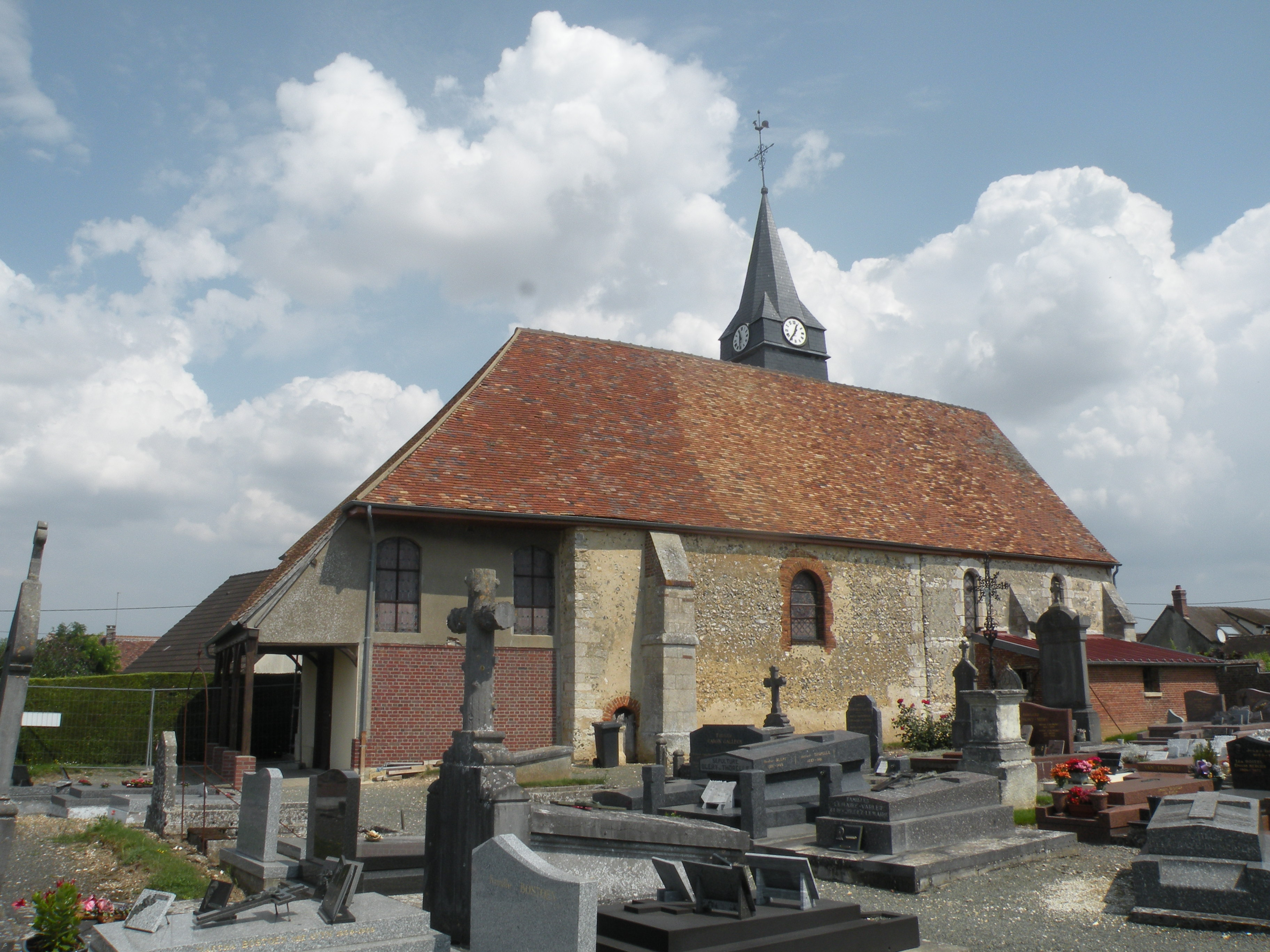
Kirche Saint-Nicolas
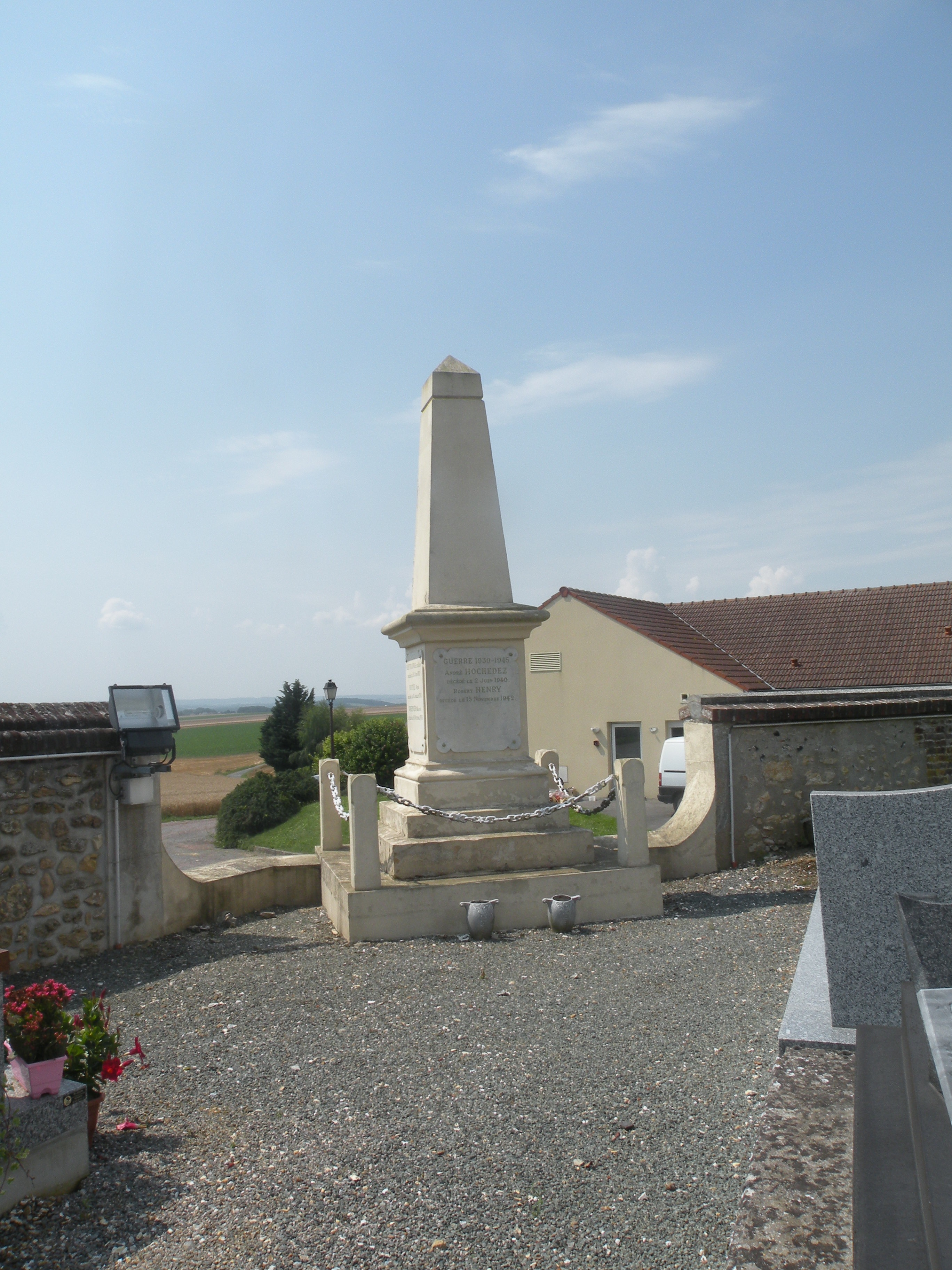
Kriegerdenkmal